# Strassenbahn St. Gallen
| Die Innenstadtpassage der Bahnstrecke Appenzell–Trogen ist ein Relikt der ehemaligen Trambahn, hier auf dem Marktplatz |                               |                    |                    |
| Streckenlänge: | 11,641 km                     |                    |                    |
| Spurweite: | 1000 mm (Meterspur)           |                    |                    |
| Stromsystem: | 600–630 Volt =                |                    |                    |
| Maximale Neigung: | 78 ‰                          |                    |                    |
| |                               |                    |                    |
| Betreiber: | Trambahn der Stadt St. Gallen |                    |                    |
| Eröffnung: | 20. Mai 1897                  |                    |                    |
| Stilllegung: | 1. Oktober 1957               |                    |                    |
| Linien: | fünf                          |                    |                    |
| \| \| \| Neudorf \| \| \| \| \| Grütlistrasse \| \| \| \| \| Krontal \| \| \| \| \| Grossacker \| \| \| \| \| St. Fiden \| \| \| \| \| Kantonsspital \| \| \| \| \| Singenberg \| \| \| \| \| Theater \| \| \| \| \| Heiligkreuz \| \| \| \| \| Heiligkreuzstrasse \| \| \| \| \| Storchenstrasse \| \| \| \| \| Heimatstrasse \| \| \| \| \| Langgass \| \| \| \| \| OLMA Messen \| \| \| \| \| Schützengarten \| \| \| \| \| von Trogen \| \| \| \| \| Marktplatz \| \| \| \| \| Bahnhof \| \| \| \| \| Union \| \| \| \| \| \| \| \| \| \| Oberstrasse \| \| \| \| \| Melonenstrasse \| \| \| \| \| Ruhbergstrasse \| \| \| \| \| Hochwacht \| \| \| \| \| Nest \| \| \| \| \| St. Leonhard \| \| \| \| \| Rosenbergstrasse \| \| \| \| \| Stahl \| \| \| \| \| Lachen \| \| \| \| \| Waldau \| \| \| \| \| Schönenwegen \| \| \| \| \| Lerchenfeld \| \| \| \| \| Erlachstrasse \| \| \| \| \| Bruggen \| \| \| \| \| Fürstenlandbrücke \| \| \| \| \| Stocken \| \| |                               |                    |                    |
| U-Bahn-Kopfbahnhof Streckenanfang (Strecke außer Betrieb) |                               | Neudorf            | Neudorf            |
| U-Bahn-Haltepunkt / Haltestelle (Strecke außer Betrieb) |                               | Grütlistrasse      | Grütlistrasse      |
| U-Bahn-Bahnhof (Strecke außer Betrieb) |                               | Krontal            | Krontal            |
| U-Bahn-Haltepunkt / Haltestelle (Strecke außer Betrieb) |                               | Grossacker         | Grossacker         |
| U-Bahn-Haltepunkt / Haltestelle (Strecke außer Betrieb) |                               | St. Fiden          | St. Fiden          |
| U-Bahn-Haltepunkt / Haltestelle (Strecke außer Betrieb) |                               | Kantonsspital      | Kantonsspital      |
| U-Bahn-Haltepunkt / Haltestelle (Strecke außer Betrieb) |                               | Singenberg         | Singenberg         |
| U-Bahn-Haltepunkt / Haltestelle (Strecke außer Betrieb) |                               | Theater            | Theater            |
| U-Bahn-Kopfbahnhof Streckenanfang (Strecke außer Betrieb) · U-Bahn-Strecke (außer Betrieb) |                               | Heiligkreuz        | Heiligkreuz        |
| U-Bahn-Haltepunkt / Haltestelle (Strecke außer Betrieb) · U-Bahn-Strecke (außer Betrieb) |                               | Heiligkreuzstrasse | Heiligkreuzstrasse |
| U-Bahn-Haltepunkt / Haltestelle (Strecke außer Betrieb) · U-Bahn-Strecke (außer Betrieb) |                               | Storchenstrasse    | Storchenstrasse    |
| U-Bahn-Haltepunkt / Haltestelle (Strecke außer Betrieb) · U-Bahn-Strecke (außer Betrieb) |                               | Heimatstrasse      | Heimatstrasse      |
| U-Bahn-Haltepunkt / Haltestelle (Strecke außer Betrieb) · U-Bahn-Strecke (außer Betrieb) |                               | Langgass           | Langgass           |
| U-Bahn-Haltepunkt / Haltestelle (Strecke außer Betrieb) · U-Bahn-Strecke (außer Betrieb) |                               | OLMA Messen        | OLMA Messen        |
| U-Bahn-Haltepunkt / Haltestelle (Strecke außer Betrieb) · U-Bahn-Strecke (außer Betrieb) |                               | Schützengarten     | Schützengarten     |
| U-Bahn-Strecke nach links (außer Betrieb) · U-Bahn-Abzweig ehemals geradeaus, von links und ehemals von rechts |                               | von Trogen         | von Trogen         |
| U-Bahn-Bahnhof |                               | Marktplatz         | Marktplatz         |
| U-Bahn-Kopfbahnhof Strecke ab hier außer Betrieb |                               | Bahnhof            | Bahnhof            |
| U-Bahn-Bahnhof (Strecke außer Betrieb) |                               | Union              | Union              |
| U-Bahn-Strecke von links (außer Betrieb) · U-Bahn-Abzweig geradeaus und nach rechts (Strecke außer Betrieb) |                               |                    |                    |
| U-Bahn-Strecke (außer Betrieb) · U-Bahn-Haltepunkt / Haltestelle (Strecke außer Betrieb) |                               | Oberstrasse        | Oberstrasse        |
| U-Bahn-Strecke (außer Betrieb) · U-Bahn-Haltepunkt / Haltestelle (Strecke außer Betrieb) |                               | Melonenstrasse     | Melonenstrasse     |
| U-Bahn-Strecke (außer Betrieb) · U-Bahn-Haltepunkt / Haltestelle (Strecke außer Betrieb) |                               | Ruhbergstrasse     | Ruhbergstrasse     |
| U-Bahn-Strecke (außer Betrieb) · U-Bahn-Bahnhof (Strecke außer Betrieb) |                               | Hochwacht          | Hochwacht          |
| U-Bahn-Strecke (außer Betrieb) · U-Bahn-Kopfbahnhof Streckenende (Strecke außer Betrieb) |                               | Nest               | Nest               |
| U-Bahn-Haltepunkt / Haltestelle (Strecke außer Betrieb) |                               | St. Leonhard       | St. Leonhard       |
| U-Bahn-Haltepunkt / Haltestelle (Strecke außer Betrieb) |                               | Rosenbergstrasse   | Rosenbergstrasse   |
| U-Bahn-Haltepunkt / Haltestelle (Strecke außer Betrieb) |                               | Stahl              | Stahl              |
| U-Bahn-Bahnhof (Strecke außer Betrieb) |                               | Lachen             | Lachen             |
| U-Bahn-Haltepunkt / Haltestelle (Strecke außer Betrieb) |                               | Waldau             | Waldau             |
| U-Bahn-Bahnhof (Strecke außer Betrieb) |                               | Schönenwegen       | Schönenwegen       |
| U-Bahn-Haltepunkt / Haltestelle (Strecke außer Betrieb) |                               | Lerchenfeld        | Lerchenfeld        |
| U-Bahn-Haltepunkt / Haltestelle (Strecke außer Betrieb) |                               | Erlachstrasse      | Erlachstrasse      |
| U-Bahn-Bahnhof (Strecke außer Betrieb) |                               | Bruggen            | Bruggen            |
| U-Bahn-Haltepunkt / Haltestelle (Strecke außer Betrieb) |                               | Fürstenlandbrücke  | Fürstenlandbrücke  |
| U-Bahn-Kopfbahnhof Streckenende (Strecke außer Betrieb) |                               | Stocken            | Stocken            |

Die Strassenbahn St. Gallen, lokal meist Trambahn kurz Tram genannt, war das Strassenbahnnetz der Schweizer Stadt St. Gallen. Es wurde zwischen 1897 und 1957 durch die Stadt selbst betrieben. Nominell zuständiges Verkehrsunternehmen war zunächst die Trambahn St. Gallen (TStG) auf, ab 1950 als Verkehrsbetriebe der Stadt St. Gallen (VBSG) bezeichnet.  

## Geschichte
Betriebseröffnung der meterspurigen Trambahn war am 20. Mai 1897. Bis 1916 wurde das Streckennetz auf eine Betriebslänge von 11,641 Kilometern ausgebaut. Die 1903 eröffnete und mit 1000 Volt Gleichspannung elektrifizierte Bahnstrecke St. Gallen–Trogen, die von der damals noch eigenständigen Gesellschaft Trogenerbahn betrieben wurde, benutzte in der Innenstadt zwischen Bahnhofplatz und Brühltor ebenfalls die Gleise der Trambahn. Dort fuhr sie unter der niedrigeren Fahrspannung der Strassenbahn. 1946 zählte die Trambahn elf Millionen Fahrgäste.
Die Strassenbahn wurde ab 1950 sukzessive durch den Trolleybus St. Gallen ersetzt, die letzte Trambahn verkehrte am 1. Oktober 1957. Lediglich die von der ehemaligen Trogenerbahn AG mitbenutzten Gleise blieben erhalten und gingen in deren Eigentum über. Die Erneuerung 1959 konnte aber in der Bahnhofstrasse nur noch eingleisig erfolgen. Seit der Fusion 2006 sind die Appenzeller Bahnen Infrastrukturbetreiberin.
Die Tramfahrzeuge wurden 1950 nicht mehr mit dem geänderten Gesellschaftsnamen versehen, sie fuhren noch bis zur Stilllegung mit der Anschrift Trambahn Stadt St. Gallen. Zu Werbezwecken war 1955 kurzzeitig ein sogenannter Schweizer Standardzug, er wurde von der Strassenbahn Zürich ausgeliehen, in St. Gallen im Einsatz. Er warb für die Beibehaltung der Tramlinie 1, die jedoch im gleichen Jahr von der Bürgerschaft abgelehnt wurde. 
Die Strassenbahn St. Gallen fuhr anfangs mit 550 Volt Gleichstrom, ab 1932/33 schliesslich mit 600–630 Volt.

## Streckeneröffnungen
Die einzelnen Streckenabschnitte der Strassenbahn gingen wie folgt in Betrieb:
- Bahnhof–Krontal, eröffnet am 20. Mai 1897, Länge: 2517 Meter
- Stocken–Heiligkreuz, eröffnet am 20. Mai 1897, Länge: 6775 Meter
- Krontal–Neudorf, eröffnet am 27. November 1910, Länge: 750 Meter
- Union–Hochwacht, eröffnet 20. Oktober 1911, Länge: 1670 Meter
- Hochwacht–Nest, eröffnet 20. April 1913, Länge: 432 Meter

Konzessioniert war 1908 die Strecke Neudorf–Heiden. Diese wurde jedoch nie verwirklicht.

## Linien
- Linie 1: Neudorf–Stocken
- Linie 2: Heiligkreuz–Lachen
- Linie 3: Bahnhof–Heiligkreuz
- Linie 4: Bahnhof–Krontal
- Linie 5: Union (heute: Bleicheli)–Nest (heute: Riethüsli), bis 1916
- Linie 5: Bahnhof–Nest, ab 1916

Nach der Stilllegung übernahmen die Trolleybuslinien 1, 3 und 5 die Nummern der Tramlinien. Die Liniennummern 2 und 4 waren Verstärkerlinien auf Teilabschnitten. Seit den 1930er Jahren verkehrten sie als Linie 1 beziehungsweise Linie 3.

Endstation der Tramlinie 5 bei der Station Nest (heute Riethüsli) 1943

## Stilllegungen
- 17. Juli 1950: Bahnhof–Nest, Linie 5
- 14. November 1950: Marktplatz–Heiligkreuz, Linie 3
- 28. April 1957: Schönenwegen–Stocken, Linie 1
- 30. September 1957: Neudorf–Schönenwegen, Linie 1